# Volo China Airlines 006
Il volo China Airlines 006 era un volo di linea della China Airlines, con partenza da Taipei e arrivo a Los Angeles, che il 19 febbraio 1985 era operato dal Boeing 747SP-09 N4522V. A 550 km dalla costa della California l'aereo ha subito l'arresto del motore quattro, si è capovolto ed è caduto in picchiata per 30.000 ft (9.000 m) prima che i piloti riuscissero a riprendere il controllo ed a effettuare un atterraggio di emergenza all'Aeroporto Internazionale di San Francisco.

## L'incidente
L'aereo stava volando ad una altitudine di crociera di 41.000 piedi (12.500 m) e l'equipaggio di condotta era composto dal comandante Min-Yuan Ho, dal primo ufficiale Ju Yu Chang, dall'ingegnere di volo Kuo-Pin Wei, dal vice comandante Chien-Yuan Liao e dal vice ingegnere di volo Shih Lung Su. L'incidente ebbe inizio quando il motore numero 4 entrò in stallo per un calo di potenza che si era già verificata altre volte tanto che i tecnici l'avevano sottoposto a manutenzione, senza però trovare anomalie evidenti. Nei precedenti incidenti il motore era stato riacceso con successo semplicemente scendendo di quota (ai livelli di volo (FL) 210 e 230).
Il comandante, contrariamente a quanto previsto dalla procedura per il riavvio del motore (discesa al di sotto dei 30.000 ft), rimase a FL 410, lasciò inserito il pilota automatico e chiese all'ingegnere di volo di tentare, inutilmente, di riavviare il motore.

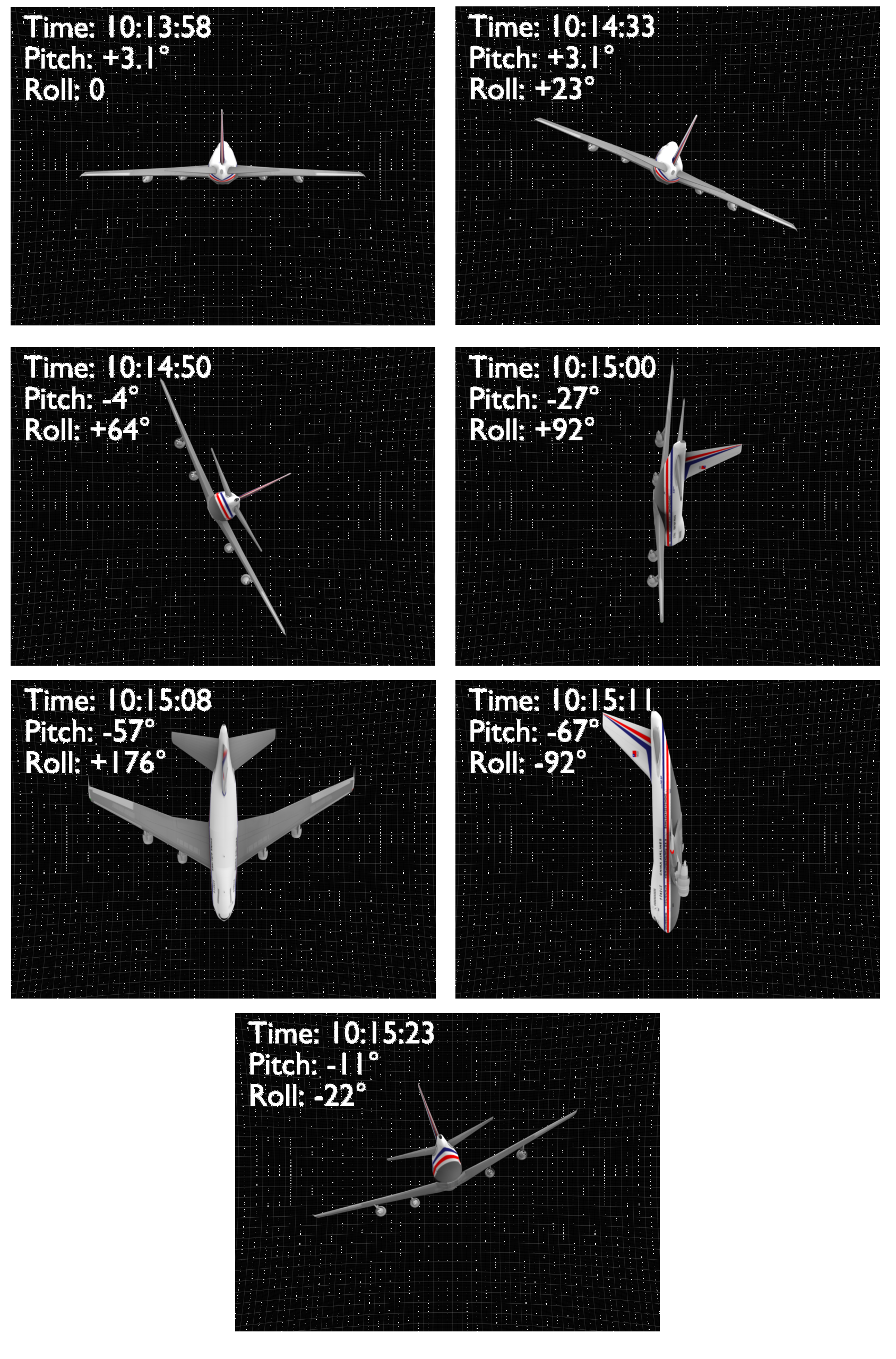
Diagramma della traiettoria dell'aereo (dal rapporto NTSB)

Nel frattempo la velocità continuava a diminuire e il pilota automatico, per contrastare la spinta asimmetrica dei motori, aveva ruotato la cloche tutta a sinistra, raggiungendo il limite massimo di 23 gradi. Ciò avviene perché l'unico mezzo a disposizione dell'autopilota per contrastare il rollio era utilizzare gli alettoni, essendo impossibilitato ad usare il timone durante il normale volo di crociera. Nonostante questo, l'aereo cominciò ad inclinarsi verso destra. Quando i piloti si accorsero di quello che stava succedendo, l'aereo era ormai inclinato a destra di 60° con il muso che puntava verso il basso. A questo punto disinserirono l'autopilota e spinsero il timone a sinistra, senza però ottenere risultati. Nel grafico qui rappresentato è illustrata la traiettoria dell'aereo durante queste fasi.
Il comandante notò che lo strumento che indicava l'orizzonte artificiale mostrava un assetto inclinato di 90º, e siccome lo strumento del co-pilota mostrava lo stesso, escluse un'avaria, ma siccome l'aereo stava attraversando un banco di nubi non riuscì a orientarsi visivamente. All'improvviso l'aereo entrò in picchiata, perdendo 10.000 piedi (3.000 m) di quota in soli 20 secondi ad una velocità di discesa media di 340,9 mph. L'equipaggio ed i passeggeri subirono una forza g pari a 5 g.

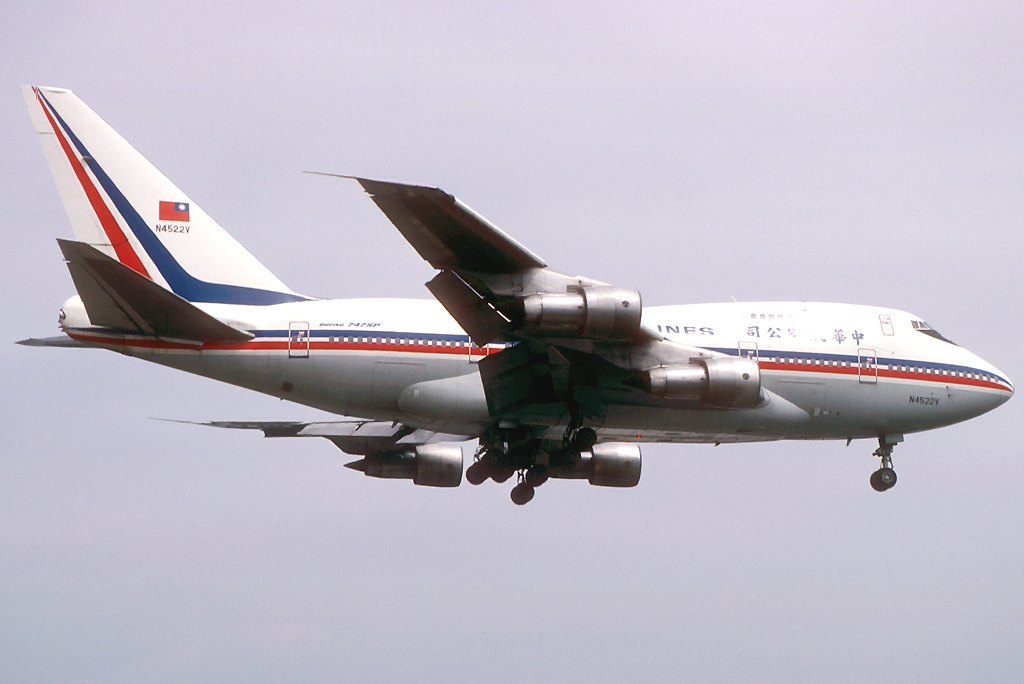
N4522V, l'aereo coinvolto, visto all'Aeroporto di Kai Tak nel 1991

Una volta usciti dal banco di nubi, alla quota di 11.000 piedi (3.400 m), i piloti riuscirono ad orientarsi e a riprendere il controllo dell'aereo, livellando a 9.600 piedi (2.900 m). Erano scesi di 30.000 ft (9.100 m) in meno di due minuti e mezzo. I piloti pensarono che durante la discesa tutti e quattro i motori si fossero fermati, ma l'indagine del National Transportation Safety Board afferma che probabilmente l'unico motore ad essere entrato in avaria fosse stato il numero 4. A questo punto, dopo aver verificato il corretto funzionamento dei motori 1, 2 e 3 riavviarono con successo anche il motore 4 e ricominciarono a salire di quota per raggiungere Los Angeles. In seguito si accorsero che uno dei carrelli d'atterraggio principali, quello intermedio, era estratto, e che uno dei sistemi idraulici dell'aereo era rimasto senza olio. Siccome raggiungere Los Angeles in questa condizione avrebbe richiesto più carburante di quello rimasto a bordo, chiesero di deviare a San Francisco, dove atterrarono senza ulteriori problemi.

## Conseguenze

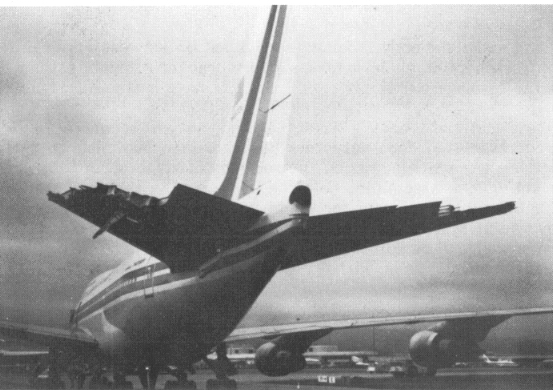
Lo stabilizzatore orizzontale danneggiato

Il velivolo ha subito danneggiamenti significativi causati dalle forze aerodinamiche. Le ali si sono piegate verso l'alto di circa 5 cm, mentre il carrello intermedio principale aveva perso due portelloni e aveva due supporti spezzati. La parte più danneggiata è stata la coda, dove alcune parti dello stabilizzatore orizzontale si erano distaccate, così come l'equilibratore esterno sinistro e il suo attuatore. Questa rottura è stata la causa dello svuotamento di uno dei sistemi idraulici.
Questo incidente ha portato all'attenzione internazionale il problema del jet lag come un fattore che può contribuire a indurre in errore i piloti. Il comandante era considerato un pilota di grande esperienza ma aveva effettuato sei voli internazionali nelle due settimane precedenti l'incidente. Pur avendo testimoniato di non essersi sentito stanco, gli investigatori NTSB suggerirono che non essendo riuscito a dormire durante il suo turno di riposo ed essendo l'incidente avvenuto alle 2 del mattino ora di Taipei, il comandante non riuscì a concentrarsi ed a capire le giuste procedure da attuare per evitare l'incidente.
Dopo le riparazioni, l'aereo riprese il servizio il 25 aprile 1985 e vi rimase fino al 1 ° gennaio 1997, quando fu ceduto in leasing a Mandarin Airlines, società partner di China Airlines. Alcuni anni dopo fu ceduto alla Global Peace Initiative, ma il 17 luglio 2005 la FAA ne sospese la licenza a causa di gravi carenze di manutenzione. Seppur sottoposto ad alcuni lavori di manutenzione, non è mai stato rimesso in servizio. A partire dal 20 maggio 2010 l'aeromobile è parcheggiato in un hangar dell'Aeroporto General Abelardo L. Rodríguez, di Tijuana, in Messico, ed è probabile che verrà demolito a causa delle cattive condizioni in cui si trova.

## Il volo China Airlines 006 nei media
L'incidente del volo 006 della China Airlines è stato analizzato negli episodi Panico sul Pacifico della quarta stagione e Nessuno al comando  della sesta stagione del documentario Indagini ad alta quota trasmesso dal National Geographic Channel.